# کیم یونگ کوانگ
کیم یونگ کوانگ (کره‌ای: 김영광؛ زادهٔ ۲۸ ژوئن ۱۹۸۳) بازیکن فوتبال اهل کره جنوبی است.
وی همچنین در تیم‌های ملی فوتبال کره جنوبی کره جنوبی کره جنوبی بازی کرده‌است.